# برانيسلاف هرنييتشيك
برانيسلاف هرنييتشيك (بالإنجليزية: Branislav Hrnjiček)‏ (5 يونيو 1908 – 2 يوليو 1964) لاعب ومدرب كرة قدم صربي راحل .
أمضى برانيسلاف كامل مسيرته الرياضية كلاعب في أندية العاصمة اليوغوسلافية بلغراد حيث لعب لنادي يوغوسلافيا من 1923 إلى 1937 ولكنه لعب في نادي بي إس كيه بلغراد من 1930 إلى 1932 .
لعب برانيسلاف في 5 مباريات دولية مع منتخب يوغوسلافيا مسجلا هدف واحد . المباراة الدولية الأولى كانت ضمن بطولة كأس البلقان في 6 أكتوبر 1929 في مواجهة منتخب رومانيا في بوخارست وانتهت بالخسارة 1-2 بينما كانت المباراة الدولية الأخيرة ودية في مواجهة منتخب الأرجنتين في بوينس آيرس في 3 أغسطس 1930 وانتهت أيضا بالخسارة 1-3 . هدفه الدولي كان في مرمى منتخب بلغاريا والتي انتهت بالفوز 6-1 . شارك في بطولة كأس العالم لكرة القدم 1930 التي أقيمت في الأوروغواي ولكنه لم يلعب أي مباراة .
بعد نهاية مسيرته الرياضية كلاعب اتجه إلى مهنة التدريب لأندية إسرائيلية . توفي فجأة في ألمانيا عن عمر ناهز 56 سنة بينما كان يستعد لمواصلة مسيرته التدريبية .

## وصلات خارجية
- برانيسلاف هرنييتشيك على موقع الاتحاد الدولي (مؤرشف)  (الإنجليزية)
- برانيسلاف هرنييتشيك على موقع ناشيونال فوتبول تيمز (الإنجليزية)
- برانيسلاف هرنييتشيك على موقع عالم كرة القدم.نت (الإنجليزية)
- سيرة ذاتية